# Parafia św. Katarzyny Aleksandryjskiej w Śliwicach
Parafia św. Katarzyny Aleksandryjskiej w Śliwicach – rzymskokatolicka parafia dekanatu czerskiego diecezji pelplińskiej.
Erygowana w XIII wieku. Od 1997 funkcję proboszcza sprawuje wicedziekan ks. Andrzej Koss.

## Zasięg parafii
Do parafii należą wierni z miejscowości: Byłyczek, Brzeźno, Brzozowe Błota, Główka, Jabłonka, Kamionka, Laski, Linówek, Lińsk, Lisiny, Lubocień, Łoboda, Okoniny, Okoniny Nadjeziorne, Rosochatka, Śliwiczki, Zarośla, Zwierzyniec
Przy kościele w Śliwicach znajduje się postawiona w 1908 r. budowla, unikalna grota, którą zbudowano ku czci Matki Bożej. Uczyniono to w pięćdziesiątą rocznicę objawień maryjnych w Lourdes.

## Kościoły

### Kościół parafialny
Kościół św. Katarzyny Aleksandryjskiej w Śliwicach został wzniesiony w 1830, a następnie rozbudowany w 1902.

### Kościół filialny i kaplica
- Kościół św. Brata Alberta Chmielowskiego – Zarośla
- Kaplica św. Huberta – Okoniny[2]